# لورنویل، کبک
لورنویل (به فرانسوی: Lorrainville) شهری در منطقه شهری تمیسکامنگ ناحیه آبیتیبی-تمیسکامنگ در استان کبک کانادا است. در سرشماری سال ۲۰۱۱ این شهر ۱٬۳۷۵ نفر جمعیت داشته‌است و مساحت آن ۸۵٫۱۲ کیلومتر مربع است.